# Renaissance Center 400 Tower
Renaissance Center 400 Tower – wieżowiec w Detroit w USA, zaprojektowany przez John Portman & Associates.
Jego budowa, rozpoczęta w roku 1973, zakończyła się w 1977 roku. Został wykonany w stylu modernistycznym. Ma 159 metrów wysokości i 39 pięter nadziemnych. Pod ziemią znajdują się jeszcze 2 kondygnacje. Jest jednym z czterech identycznych budynków wchodzących w skład Renaissance Center. Jest on wykorzystywany w celach biurowych. Mieści się tutaj m.in. generalny konsulat Japonii.